# Actephila
Actephila (lat. Breynia nom. cons.), rod grmova iz porodice filantusovki (Phyllanthaceae) kojemu pripada 30 vrsta grmlja i drveća rasprostranjenih po suptropskoj i tropskoj Aziji i istočnoj Australiji.
Ime roda dolazi od grčkog akte, morska obala i philos, voliti, prema habitatu na kojemu ove biljke rastu. 

## Vrste
1. Actephila alanbakeri Welzen & Ent
2. Actephila albidula Gagnep.
3. Actephila anthelminthica Gagnep.
4. Actephila bella P.I.Forst.
5. Actephila championiae P.I.Forst.
6. Actephila collinsiae W.Hunter ex Craib
7. Actephila daii Yhin
8. Actephila discoidea Heijkoop & Welzen
9. Actephila dolichopoda Airy Shaw
10. Actephila emarginata Heijkoop & Welzen
11. Actephila excelsa (Dalzell) Müll.Arg.
12. Actephila flavescens P.I.Forst.
13. Actephila foetida Domin
14. Actephila forsteri B.J.Conn
15. Actephila grandifolia (Müll.Arg.) Baill.
16. Actephila latifolia Benth.
17. Actephila lindleyi (Steud.) Airy Shaw
18. Actephila longipedicellata (Merr.) Croizat
19. Actephila macrantha Gagnep.
20. Actephila merrilliana Chun
21. Actephila mooreana Baill.
22. Actephila nitidula Gagnep.
23. Actephila ovalis (Ridl.) Gage
24. Actephila petiolaris Benth.
25. Actephila pierrei Gagnep.
26. Actephila platysepala Gagnep.
27. Actephila plicata P.I.Forst.
28. Actephila puberula Kurz
29. Actephila saccata Welzen & Heijkoop
30. Actephila sessilifolia Benth.
31. Actephila stipularis Heijkoop & Welzen
32. Actephila subsessilis Gagnep.
33. Actephila traceyi P.I.Forst.
34. Actephila trichogyna Airy Shaw
35. Actephila venusta P.I.Forst.
36. Actephila vernicosa P.I.Forst.